# Konrad Wasielewski
Konrad Wasielewski (Szczecin, 19 de diciembre de 1984) es un deportista polaco que compitió en remo.
Participó en dos Juegos Olímpicos de Verano, obteniendo una medalla de oro en Pekín 2008, en la prueba de cuatro scull, y el sexto lugar en Londres 2012, en la misma prueba.
Ganó cuatro medallas de oro en el Campeonato Mundial de Remo entre los años 2005 y 2009, y tres medallas en el Campeonato Europeo de Remo entre los años 2010 y 2013.

## Palmarés internacional
| Juegos Olímpicos   | Juegos Olímpicos            | Juegos Olímpicos  | Juegos Olímpicos |
| Año                | Lugar                       | Medalla           | Prueba           |
| ------------------ | --------------------------- | ----------------- | ---------------- |
| 2008               | Pekín (China)               | Medalla de oro    | Cuatro scull     |
| Campeonato Mundial |                             |                   |                  |
| Año                | Lugar                       | Medalla           | Prueba           |
| 2005               | Kaizu (Japón)               | Medalla de oro    | Cuatro scull     |
| 2006               | Eton (Reino Unido)          | Medalla de oro    | Cuatro scull     |
| 2007               | Múnich (Alemania)           | Medalla de oro    | Cuatro scull     |
| 2009               | Poznań (Polonia)            | Medalla de oro    | Cuatro scull     |
| Campeonato Europeo |                             |                   |                  |
| Año                | Lugar                       | Medalla           | Prueba           |
| 2010               | Montemor-o-Velho (Portugal) | Medalla de oro    | Cuatro scull     |
| 2011               | Plovdiv (Bulgaria)          | Medalla de bronce | Cuatro scull     |
| 2013               | Sevilla (España)            | Medalla de plata  | Cuatro scull     |